# Allians för Chile

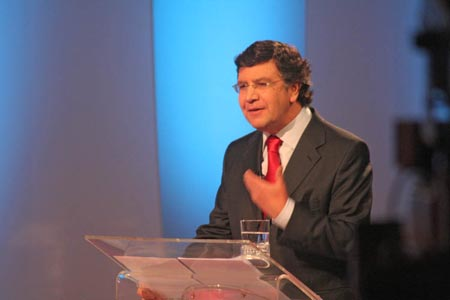
Joaquín Lavín, ledare för Union Democrata Independiente

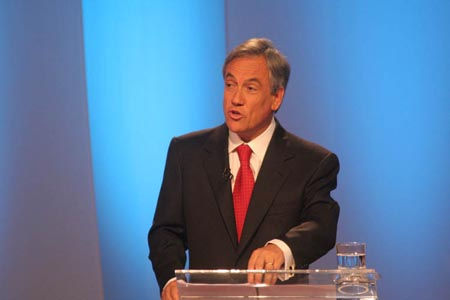
Sebastián Piñera, ledare för Renovación Nacional

Allians för Chile (spanska: Alianza por Chile), även känt som La Alianza (Alliansen), är en allians av högerpartier i Chile. Koalitionen innefattar Renovación Nacional (RN) och Union Democrata Independiente (UDI). Förr ingick även det regionela Partido del Sur och Unión del Centro Centro Progresista (UCCP), två partier som numerade lever en tynande tillvaro.
Bland koalitionens mer framträdande medlemmar märks Jovino Novoa (UDI), Pablo Longueira (UDI), Jaime Guzmán (UDI), Joaquín Lavín (UDI), Sebastián Piñera (RN), Lily Pérez (RN), Andrés Allamand (RN), Sergio Onofre (RN) och Sergio Romero (RN).
Koalitionen utgjorde den enda större oppositionen till den dåvarande regeringen med representation i kongressen, fram till 2010 då Piñera valdes till president. De anses ligga till höger i de flesta aspekter, i synnerhet ekonomiskt sett, men försöker i linje med namnet anta ett bredare perspektiv. Man lägger ned stor möda på medel- och underklassen, att vinna regionala val i områden med många vänsteranhängare, samtidigt som man arbetar på att behålla de traditionella anhängare man har i nordöstra Santiago, som är ett överklassområde.
UDI:s hade för avsikt att endast nominera en kandidat till valet vilket ledde till en skarp konflikt då RN nominerade sin egen kandidat. Man kom emellertid överens om att stödja det andra partiets kandidat om denna skulle gå vidare i ett tvåpersonsval.
Koalitionen har funnits sedan 1989, under olika namn. Innan år 2000 hade den följande namn:
- Democracia y Progreso (Demokrati och framsteg) (1989-1992)
- Participación y Progreso (Deltagande och framsteg) (1992-1993)
- Unión por el Progreso de Chile (Framstegssamlingen) (1993-1996)
- Unión por Chile (Samlingen för Chile) (1996-2000)
- Alianza por Chile (2000-2006)
- Alianza (Alliansen) (2006-2009 och 2013-2015)
- Coalicion por el Cambio (Koalition För Förändring) (2009-2012)
- Coalicion (Koalition) (2012-2013)
- Chile Vamos ( Chile Låt Oss Gå) (2015-nu)

## Valresultat
| År                               | % röster | Platser   |
| 1989 (som Democracia y Progreso) | 34,18    | 48 av 120 |
| 1993 (som Unión por el Progreso) | 36,68    | 50 av 120 |
| 1997 (som Unión por Chile)       | 36,26    | 47 av 120 |
| 2001 (som Allians för Chile)     | 44,27    | 57 av 120 |

| År                                  | % röster |
| 1992 (som Participación y Progreso) | 29,67    |
| 1996 (som Unión por Chile)          | 32,47    |
| 2000 (som Unión por Chile)          | 40,09    |
| 2004 (som Allians för Chile)        | 37,66    |

### Medlemspartier
- Union Democrata Independiente
- Renovacion Nacional